# Trần Văn Năm (Năm Nhỏ)
Trần Văn Năm (1936 – 2018), bí danh Năm Nhỏ, là một Đại tá Quân đội nhân dân Việt Nam.

## Binh nghiệp
Ông từng giữ chức Phó đoàn trưởng về Chính trị, Đoàn quân sự 9901, Mặt trận 979, Quân khu 9.
Ông mất ngày 20 tháng 1 năm 2018, an táng tại quê nhà.

## Danh hiệu
- Huân chương Kháng chiến chống Mỹ cứu nước hạng Nhất[1]
- Huân chương Chiến sĩ vẻ vang hạng Nhất, Nhì, Ba[1]
- Huân chương Ăngko của Nhà nước Campuchia[1]
- Huy chương Quân kỳ Quyết thắng[1]
- Huy hiệu 55 năm tuổi Đảng